# Carcelia amoena
Carcelia amoena là một loài ruồi trong họ Tachinidae.